# Quartier musulman de la vieille ville de Jérusalem
Le quartier musulman est l'un des quatre quartiers de la vieille ville de Jérusalem. Le quartier est situé dans la partie nord-est de celle-ci et couvre 31 hectares pour une population de 22 000 habitants.
Plusieurs ruelles sont des marchés en plein air (souks), très animés et colorés, dont la rue "el-wad" (la vallée), qui part de la porte de Damas et suit l'ancien cours du Tyropoeon. Ce marché s'étend aussi à l'extérieur de cette porte (sauf le vendredi, jour de prière pour les musulmans, où tout est fermé).  
On accède à ce quartier par trois portes : porte de Damas, porte d'Hérode (ou « porte des fleurs »), porte des Lions (ou « porte de Saint-Étienne », en réalité, les animaux sculptés sur cette porte ne sont pas des lions mais des léopards).

## Principaux monuments
Outre quelques mosquées, les principaux lieux de culte musulman, le dôme du Rocher et la mosquée Al-Aqsa, se trouvent en dehors des limites traditionnelles du quartier, sur le mont du Temple (esplanade des Mosquées).
Il renferme également pour les juifs et les chrétiens des lieux saints.

### Pour les chrétiens

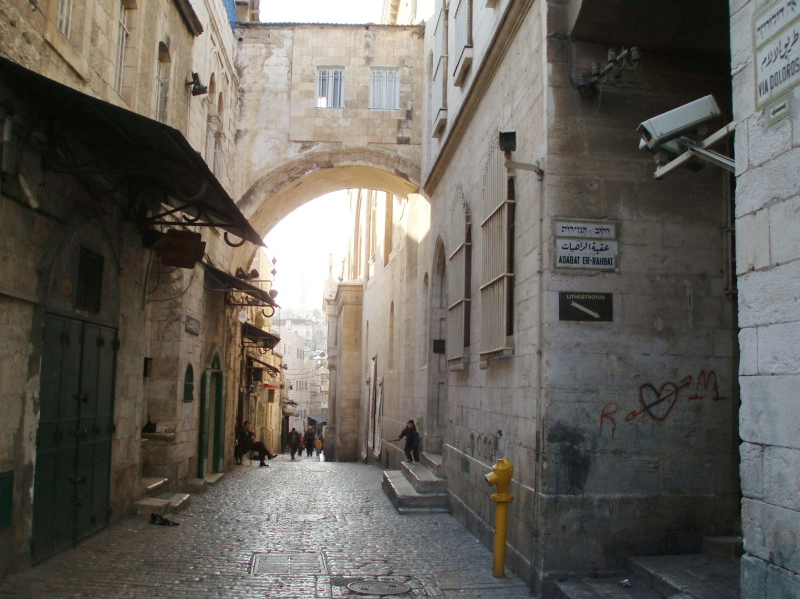
L'arche de l'Ecce Homo

La Via Dolorosa qui traverse le quartier, égrène les stations successives du chemin de croix : la chapelle de la Condamnation, l'église de la Flagellation, la basilique de l'Ecce Homo, etc.
Près de la porte des lions, se trouve l'église Sainte-Anne (à l'emplacement de la maison d'Anne et Joachim, les parents de la Vierge Marie), qui est un territoire appartenant à l'État français, situé au cœur même de la vieille ville de Jérusalem.
On y trouve également la piscine de Bethesda (qui ne contient plus d'eau).

### Pour les juifs
Enfin, on trouve aussi dans ce "quartier musulman" plusieurs sites importants pour le judaïsme, dont le Kotel Hakatan, le petit mur des Lamentations, situé à gauche de la "porte de fer", fréquenté régulièrement par des juifs ultrareligieux et gardé par la police israélienne.
Un autre site important est le tunnel du Kotel (en) qui se trouve sous le quartier arabe et dont la sortie nord se situe sous l'école Omariya (l'ouverture de cette sortie en 1996 a suscité des troubles et a causé plusieurs dizaines de morts).
Sous le quartier musulman se trouvent également les "grottes de Sédécias", connues aussi sous le nom de "carrières de Salomon", dont l'entrée se trouve près de la porte de Damas. 
On y trouve aussi plusieurs yeshivot (Ateret Cohanim, Chazon Yechezkel). 

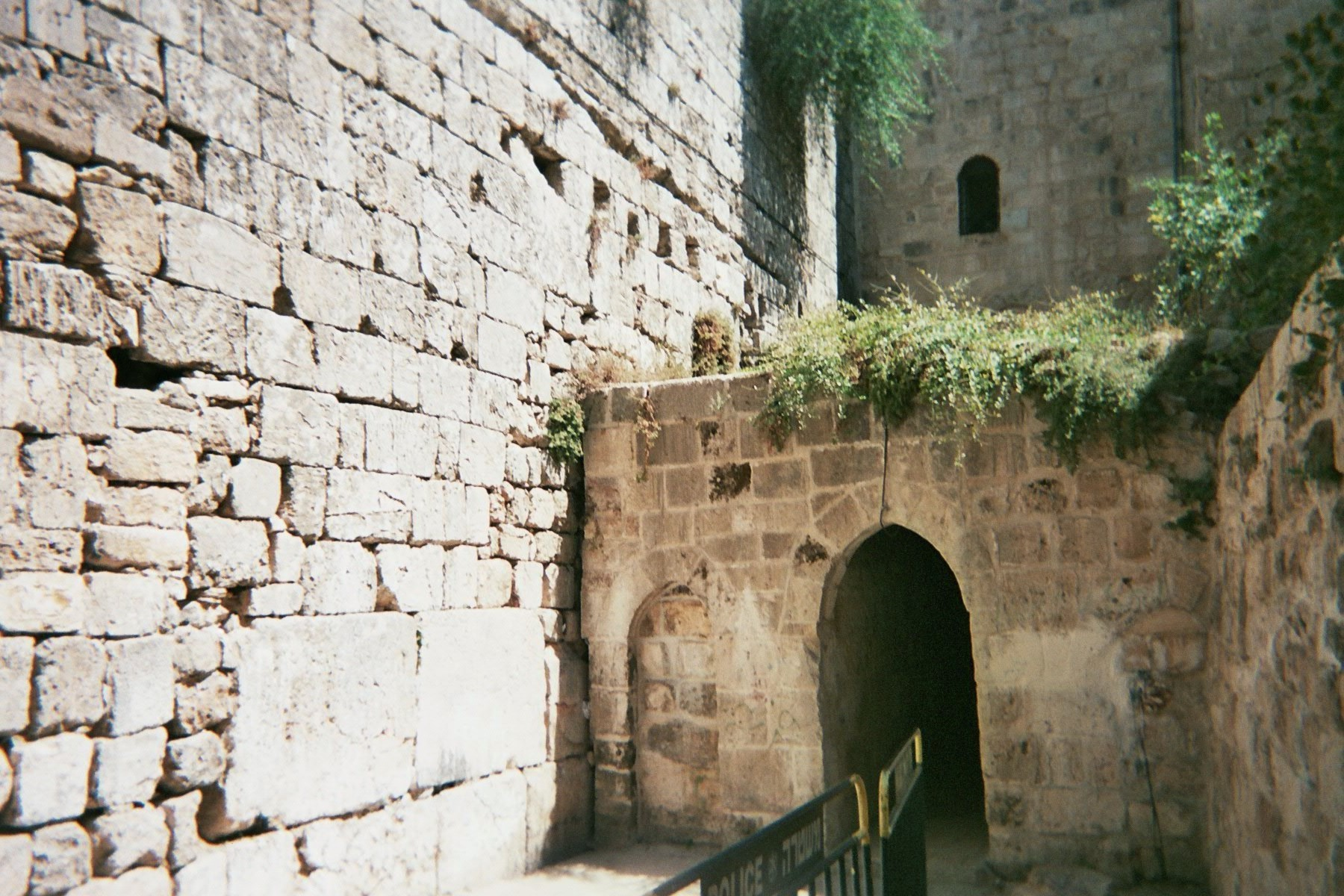
Le Kotel Hakatan, le petit mur des lamentations
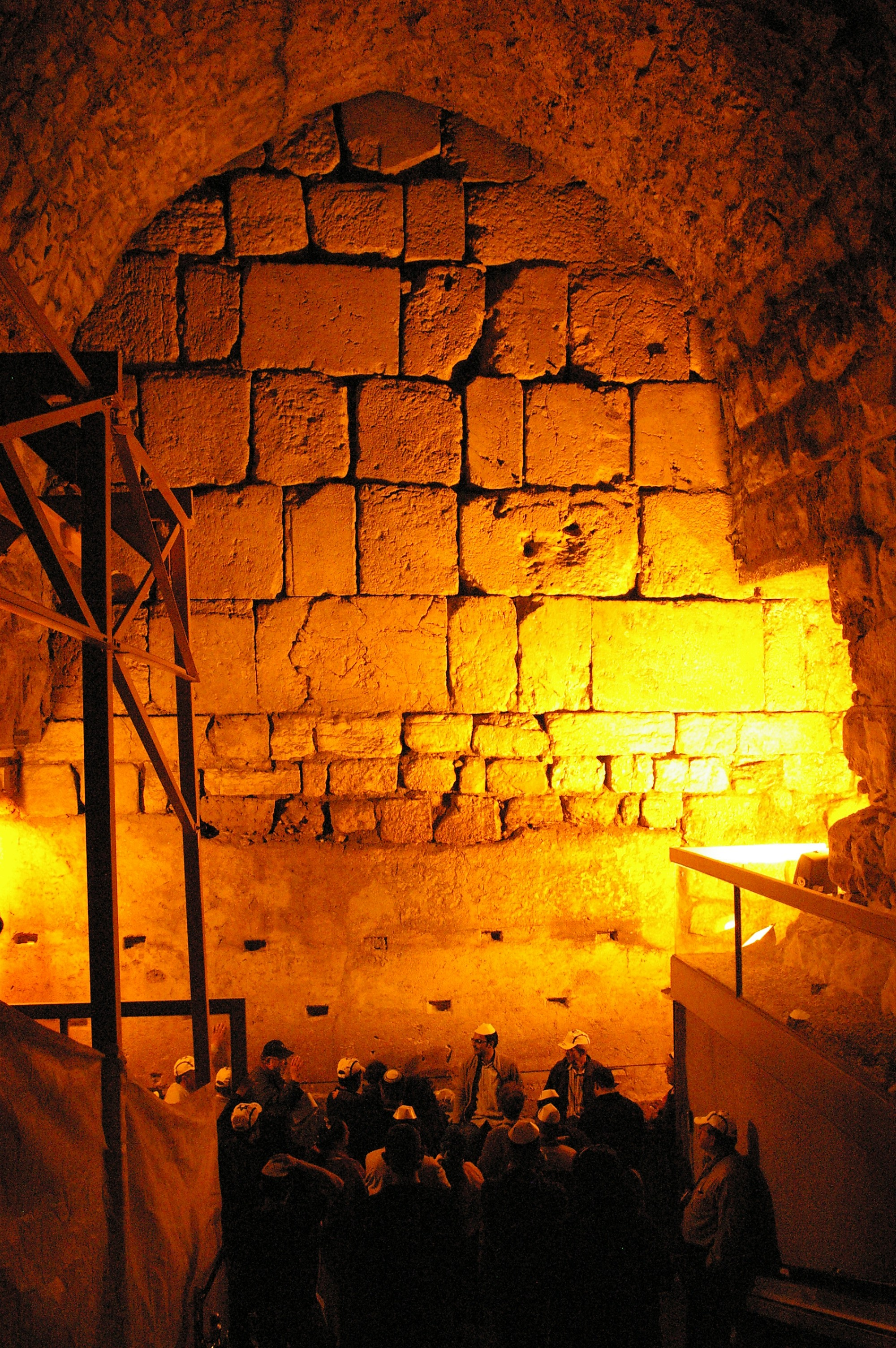
Tunnel du Kotel